# Asclepias jorgeana
Asclepias jorgeana là một loài thực vật có hoa trong họ La bố ma. Loài này được Fishbein & S.P.Lynch mô tả khoa học đầu tiên năm 1999.